# بيرتونيكو
بيرتونيكو (بالإيطالية: Bertönoch أو Bertünegh) هي بلدية تقع في مقاطعة لودي التابعة لمنطقة لومبارديا الإيطالية، تقع على بعد حوالي 45 كيلومتر (28 ميل) جنوب شرق ميلانو وحوالي 15 كيلومتر (9 ميل) جنوب شرق لودي.
تحد برتونيكو البلديات التالية: ريبالتا أربينا، موسكازانو، مونتودين، تورانو لوديجيانو، كاستيجليون ديادا، غومبيتو، تيرانوفا دي باسيريني. يعتمد الاقتصاد في الغالب على الزراعة وتربية الحيوانات.